# داون ريتشاردسون
داون ريتشاردسون (بالإنجليزية: Dawn Richardson)‏ هي موسيقية أمريكية، ولدت في 19 أبريل 1964 في لوس أنجلوس في الولايات المتحدة.

## وصلات خارجية
- الموقع الرسمي
- داون ريتشاردسون على موقع IMDb (الإنجليزية)
- داون ريتشاردسون على موقع ميوزك برينز (الإنجليزية)
- داون ريتشاردسون على موقع ديسكوغز (الإنجليزية)